# Interlinguistique
L'interlinguistique est une branche de la linguistique qui se définit comme l'étude de la communication linguistique internationale entre des personnes qui ne parlent pas la même langue maternelle.  Elle s'intéresse entre autres au multilinguisme et à la structure et au fonctionnement des langues planifiées, notamment l’espéranto, langue construite devenue par la suite langue vivante internationale, mais aussi d'autres langues construites comme l'ido, l’interlingua ou le pandunia[réf. nécessaire]
Le terme d'interlinguistique a été proposé premièrement en français dans une revue rédigé par l'espérantiste belge Jules Meysmans, qui était lui-même interlinguiste et surtout connu en Belgique pour l'invention de son système de sténographie.